# Клоун (фильм, 1980)
«Клоун» — советский художественный фильм о цирке. Экранизация повести Виктора Драгунского «Сегодня и ежедневно».

## Сюжет
Артист возвращается домой после долгих гастролей… У него есть любимая женщина, к которой он рвётся всей душой. И она его любит, но у неё есть маленький сын и память о погибшем муже. Она хочет, чтобы у ребёнка был отец, а не постоянно уезжающий дядя Коля. Поэтому собралась замуж за «надёжного человека». Герой ошеломлён и потрясён. В цирковой среде такое предательство равносильно смертному приговору! Боль, горечь и обида — всё вместе наваливается на героя, профессия которого — клоун. И оказывается, чем глубже страдания, тем ярче разгорается звезда Артиста…

## В ролях
- Анатолий Марчевский[2][3] — Николай Ветров
- Наталья Варлей — Тая
- Дан Левинсон — Вовка, сын Таи
- Наталья Трубникова — Ирина
- Владимир Наумцев — Борис
- Валентин Никулин — Жека
- Юрий Каморный — Михаил
- Римма Быкова — тётя Нора
- Владимир Пицек — Панаргин
- Елена Камбурова — певица Лена
- Андрей Голицын — дрессировщик
- Мария Стерникова — Маша
- Виктор Мягкий — директор (роль-камео, на момент съёмок — директор Одесского цирка)

## Съёмочная группа
- Автор сценария: Денис Драгунский
- Режиссёр: Наталья Медюк (Наталья Збандут)
- Оператор: Альберт Осипов
- Композитор: Владимир Дашкевич
- Художник: Михаил Кац

## Факты
Фильм снимался в Киевском государственном цирке при участии коллективов киевского цирка и Киевского эстрадно-циркового училища.